# نیاک
نیاک یا پلهار، روستایی از توابع شهرستان آمل در بخش لاریجان، استان مازندران است که در فاصله حدود ۸۰ کیلومتری از آمل در جادهٔ هراز واقع شده‌است.

## جغرافیا
روستای نیاک در دره‌ای قرار گرفته که اطراف آن را کوه‌های ایرا، نوا و زرنجک احاطه نموده‌است و از جهات چهارگانه به روستاهای «نوا»، «کنارانجام»، «گیلاس»، «ایرا»، «اسک» و «انهه» منتهی می‌شود. این روستا که مشرف به رودخانه هراز است، مدفن دو امامزاده متبرک ازجمله امام زاده سید حسن ولی است که هر ساله شاهد زائران از سراسر ایران است.

## مراسم‌ها
در اواسط بهار اهالی روستای نیاک و همچنین روستای اسک بنا به وصیت سید حسن ولی نسبت به برگزاری مراسمی به نام «ورف چال» در منطقه‌ای به نام «اسک وش» واقع در جاده پلور به رینه اقدام می‌نمایند که طی آن در نیمه‌های بهار برف‌های اطراف محل برگزاری مراسم را توسط صدها نفر شرکت‌کننده در مراسم جمع‌آوری و در داخل اتاقکی زیرزمینی ذخیره می‌کنند تا در فصول کم‌آب توسط گله داران محلی و عبوری مورد استفاده قرار گیرد. معمولاً در این روز کلیه مدعوین و شرکت کنندگان از جمله اهالی نیاک مهمان اهالی اسک می‌باشند که به صورت سفره‌های رنگین عمومی برپا می‌شود.

## افراد سرشناس
- سید مسعود منفرد نیاکی: سرهنگ زرهی نیروی زمینی ارتش جمهوری اسلامی ایران ، جانشین فرمانده نیروی زمینی ارتش و فرمانده لشکر ۹۲ زرهی اهواز از ۱۳۶۰ تا ۱۳۶۳
- سید محمدعلی داعی‌الاسلام: شاعر، ادیب، پژوهشگر و فرهنگ نویس نویسنده واژه‌نامه‌ای فارسی فرهنگ نظام در هند
- تقی اخوان نیاکی: پژوهشگر ایرانی و استاد ممتاز دانشکده صنایع دانشگاه صنعتی شریف
- سید محمد حکیمی نیاکی: نخستین شهردار آمل
- سیدحسین فقیه لاریجانی: استاد حوزه علمیه تهران
- سید محمد علی نیاکی: از ائمه جماعت تهران